# چیهیرو هیاشی

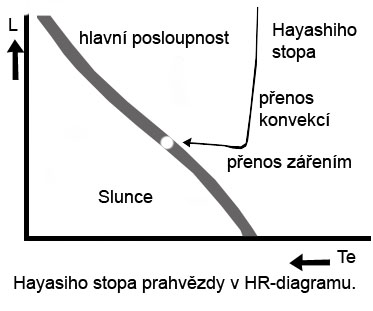
نمودار هرتسپرونگ-راسل

چیهیرو هیاشی (به ژاپنی: 林 忠四郎، Hayashi Chūshirō)، (زادهٔ ۲۵ ژوئیه ۱۹۲۰ – درگذشتهٔ ۲۵ فوریه ۲۰۱۰) کارشناس برجسته اخترفیزیک ژاپنی بود. مسیرهای هیاشی در نمودار هرتسپرونگ-راسل به نام او نامگذاری شده است.
هیاشی در کیوتو متولد شد و در سال ۱۹۴۰ در دانشگاه امپریال توکیو ثبت نام کرد و پس از ۲٫۵ سال در سال ۱۹۴۲ موفق به اخذ کارشناسی (BSc) از دانشکدهٔ علوم فیزیک این دانشگاه گردید. او در آن زمان به خدمت در نیروی دریایی ژاپن خوانده شد و پس از پایان جنگ به دانشگاه کیوتو رفت و در آنجا به گروه هیدکی یوکاوا پیوست. در سال ۱۹۵۷ او به مقام استادی دانشگاه کیوتو رسید.
او متمم‌ها و افزوده‌هایی بر مدل هسته‌زایی (نیوکلئوسنتز Nucleosynthesis) مه‌بانگ (بیگ بنگ) دارد که بر پایهٔ مقالهٔ کلاسیک آلفا-بتا-گامای رالف آشر آلفر نوشته‌شده‌اند. احتمالاً معروف‌ترین کار چیهیرو هیاشی محاسبات اخترفیزیکی اوست که منجر به یافتن رابطهٔ مسیرهای هایاشی در تشکیل ستارگان و نیز «محدوده هایاشی» است که محدودیت طول شعاع ستاره‌ای را تعیین می‌کند. او همچنین در مطالعهٔ زودهنگام کوتوله‌های قهوه‌ای که برخی از آنها کوچک‌ترین ستارگان هستند مشغول به کار بوده است.
چیهیرو هیاشی در سال ۱۹۸۴ بازنشسته شد و در تاریخ ۲۸ فوریهٔ ۲۰۱۰ از بیماری پنومونی (سینه‌پهلو) در بیمارستان کیوتو درگذشت.